# セルビアの国章
セルビアの国章（セルビアのこくしょう）は、セルビア王国が成立した1882年に制定された。社会主義時代に廃止されていたが、2004年に再度国章とされた。セルビア王国の王家オブレノヴィッチ家の紋章と同様のデザインであり、中世セルビア王国を築いたネマニッチ朝の紋章に用いられていた双頭の鷲をあしらっている。2010年に紋章のデザインが変更された。
双頭の鷲はかつてこの地に大きな影響を及ぼした東ローマ帝国が象徴としていたもので、双頭の鷲が抱える盾に描かれたセルビア十字は12世紀から使われている。双頭の鷲の左右にあるフルール・ド・リスもネマニッチ朝以来使われている。
大紋章は、双頭の鷲が描かれた盾の後ろを、王がまとっていたアーミンのケープが覆っている。小紋章はセルビアの国旗にも描かれており、「コカルダ」（セルビア語: Кокарда）と呼ばれる。

## 構成要素
赤い盾（エスカッシャン）の中のフィールド部分はセルビア国家を象徴する。この部分には、赤地に双頭の鷲が描かれている。その翼と胴体は白（銀色）で、くちばし、舌、脚、爪は黄色（金色）である。双頭の鷲の左右には、金色のフルール・ド・リスが描かれている。盾の上にはセルビア王国の王冠が置かれている。現在のセルビアは共和国であるが、この王冠は取り除かれなかった。
双頭の鷲が抱える盾（インエスカッシャン）の中の文様はセルビア国民を象徴する。ここには赤地に白（銀色）で十字が描かれ、十字で区切られた四つの部分それぞれに白（銀色）で火打鉄（firesteel）が配置されている。火打鉄はそれぞれ盾の外側を向いている。このデザイン（セルビア十字）は、中世以来セルビア国家とセルビア正教会が用いている。十字の四方にある火打鉄は、一般的には「С」の字だとされている。これはよく知られたセルビア語の語句で、セルビアの国家の非公式のモットーでもある「Само Cлога Србина Cпасава」（団結のみがセルビア人を救う）から来ているとされる。しかし、この火打鉄はギリシャ文字の「Β」であり、東ローマ帝国がモットーとした「ΒΑΣΙΛΕΥΣ ΒΑΣΙΛΕΩΝ ΒΑΣΙΛΕΥΩΝ ΒΑΣΙΛΕΥΣΙΝ」（王たちの上に君臨する、王の中の王）から来ているともされる。このインエスカッシャンから十字を除いた紋章は、ユーゴスラビア社会主義連邦共和国の構成国であったセルビア社会主義共和国の国章にも使われていた。

## ギャラリー

セルビア正教会の旗
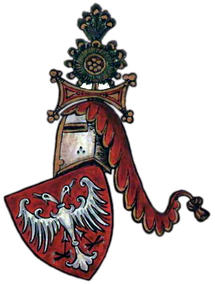
セルビアと周囲の諸侯国を支配したネマニッチ家の紋章（1166年-1371年）
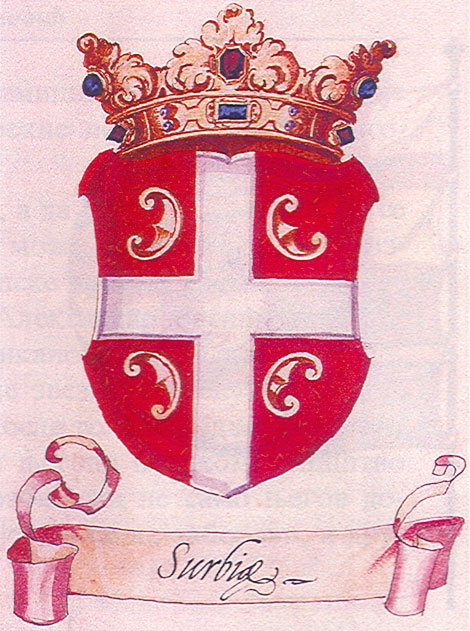
セルビアの国章（15世紀頃）
セルビア公国（1835年-1882年）の国章
セルビア王国（1882年-1918年）の国章。2004年以降のセルビアの国章でもある
王政ユーゴスラビア（1918年-1943年）の国章
1941-1944
1941-1944
共産ユーゴスラビア統治時代セルビア社会主義共和国（1947年-1990年）の国章。セルビア共和国（1990年-2006年）でも2004年まで国章として使われた
ユーゴスラビア連邦共和国（1992年-2003年）およびセルビア・モンテネグロ（2003年-2006年）の国章
セルビア共和国（2004年-2010年）の大紋章
セルビア共和国（2004年-2010年）の小紋章

## その他

クライナ・セルビア人共和国の国章
スルプスカ共和国の国章